# Geschützter Landschaftsbestandteil Unterer Ölmühlenbach

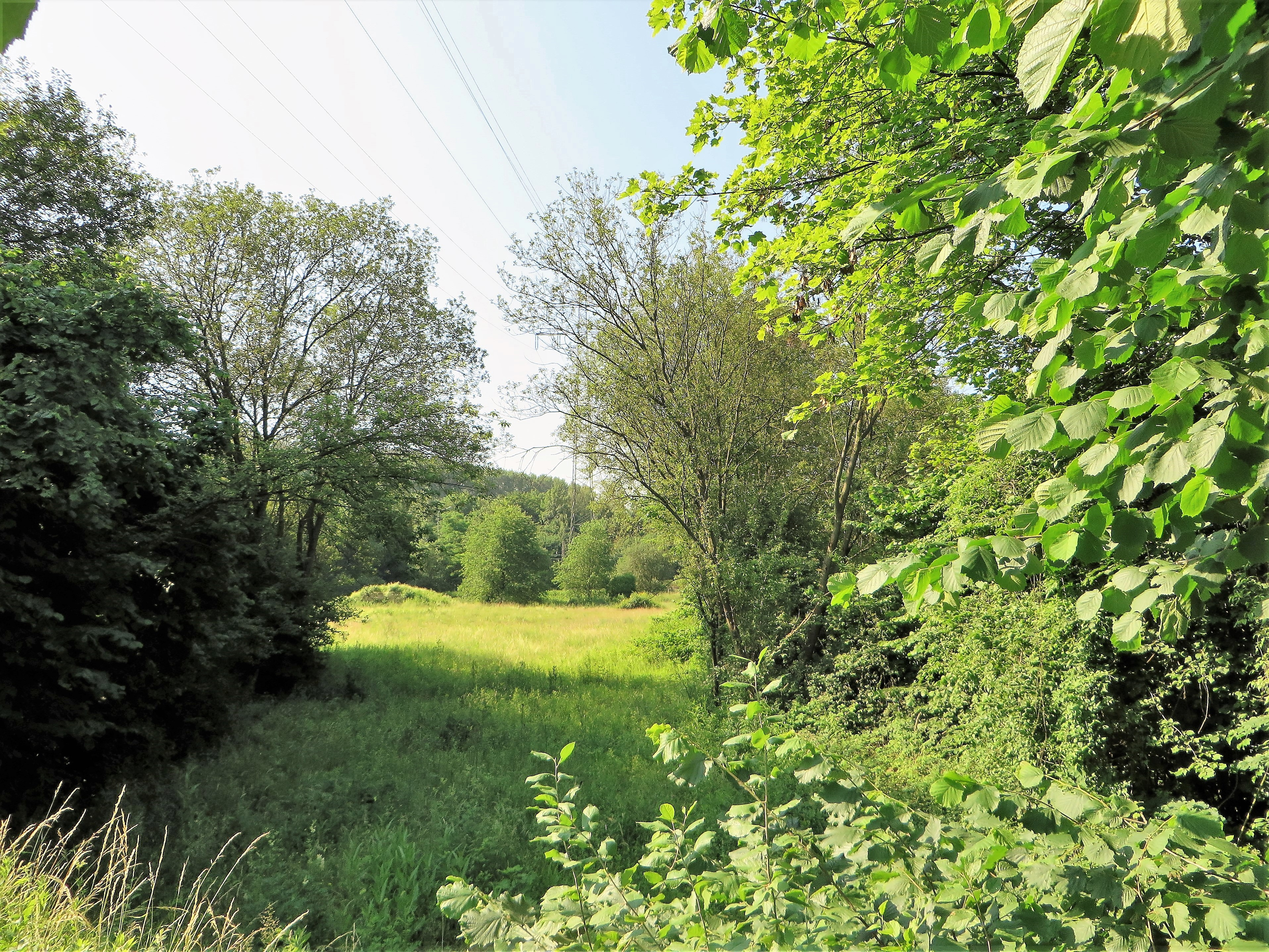
Geschützter Landschaftsbestandteil Unterer Ölmühlenbach

Der Geschützte Landschaftsbestandteil Unterer Ölmühlenbach mit einer Flächengröße von 2,0 ha liegt zwischen
Dolomitstraße und Bahnstrecke unterhalb der Autobahnbrücke bei Hagen-Halden auf dem Gebiet der kreisfreien Stadt Hagen in Nordrhein-Westfalen. Der LB wurde 1994 mit dem Landschaftsplan der Stadt Hagen vom Stadtrat von Hagen ausgewiesen.

## Beschreibung
Beschreibung laut Landschaftsplan: „Es handelt sich um einen begradigten und befestigten Bachabschnitt sowie um großflächige Ruderalfluren im Verbuschungsstadium mit eingelagerten Tümpeln, Kiesbänken und ausgeprägten Reliefstrukturen.“

## Schutzzweck
Laut Landschaftsplan erfolgte die Ausweisung: 
- „zur Sicherung der Leistungsfähigkeit des Naturhaushalts durch Erhalt und Entwicklung eines besonders strukturreichen Lebensraumes mit Bedeutung insbesondere für Kleinsäuger, Insekten und bedrohte Vogelarten.“[1]